# Vulgate sixtine
La Vulgate sixtine (latin : Vulgata Sixtina) est une Bible latine imprimée en 1590 par la Typographie vaticane. Il s'agit de la traduction publiée sous l'autorité du pape Sixte V en tant qu'édition officielle de la Vulgate, obligatoire pour l'usage ecclésiastique. Cependant, en raison des erreurs qu'elle contenait, elle a été remplacée deux ans plus tard par la Vulgate sixto-clémentine, sous le pontificat de Clément VIII. La diffusion de la Vulgate sixtine a alors été interdite et les spécimens conservés ont été détruits.

## Histoire
Le 8 avril 1546, le concile de Trente décrète que la Vulgate est authentique et fait autorité, et ordonne qu'elle soit imprimée quam emendatissime ("aussi correctement que possible"). Aucune édition de la Vulgate officiellement approuvée par l'Église catholique n'existe à cette époque. Vingt ans plus tard, des travaux sont entrepris : Pie V a nommé une commission pour produire une édition officielle de la Vulgate. Toutefois, son successeur, Grégoire XIII, ne poursuit pas cette tâche.
Au moment où Sixte V devient pape, en 1585, les travaux ont à peine commencé. L'année suivante, il nomme une commission chargée de produire une édition officielle de la Vulgate. Cependant, peu satisfait des résultats, il décide d'éditer lui-même la Vulgate avec l'aide de quelques personnes de confiance. En 1590, cette édition est publiée, précédée d'une bulle papale indiquant que cette édition répond aux exigences du concile de Trente et doit être considérée comme la norme pour les réimpressions futures.
Au mois d'août, Sixte V meurt. Neuf jours plus tard, le Collège des cardinaux suspend la vente de la Vulgate sixtine, avant d'ordonner la destruction de l'ensemble des exemplaires. En 1592, Clément VIII, faisant valoir les fautes contenues dans la Vulgate sixtine, rappelle les exemplaires encore en circulation. En novembre de la même année, une version révisée, connue sous le nom de Vulgate sixto-clémentine, est publiée par Clément VIII.

## Éditions critiques
La Vulgate sixtine n'est citée dans le Novum Testamentum Graece, ou Nestle-Aland, que lorsqu'elle diffère de la Vulgate sixto-clémentine, où elle est désignée par le sigle vgs.